# David Blaustein
David Blaustein (Buenos Aires; 24 de agosto de 1953-Ibidem; 16 de agosto de 2021) fue un director de cine y guionista argentino, conocido por su vinculación con el cine vinculado a la temática política. Fue miembro de la Academia de las Artes y Ciencias Cinematográficas de la Argentina.

## Biografía
Blaustein nació en Buenos Aires el 24 de agosto de 1953 en el seno de una familia de origen judío.

### Carrera profesional
Blaustein dirigió el filme Cazadores de utopías, un documental producido por el ente estatal Instituto Nacional de Cine y Artes Audiovisuales (INCAA) que se estrenó el 21 de marzo de 1996. La película está hecha sobre la base de entrevistas recientes a personas que actuaron en la organización guerrillera Montoneros durante la década de 1970 y ya fue objeto de diversas críticas:
El crítico Gonzalo Aguilar escribió sobre ella que:

“El modelo elegido por David Blaustein es la peor opción posible cuando de hacer cine documental político se trata …queda claro que la película de Blaustein en vez de ser una historia de la guerrilla, de sus propuestas y sus defecciones, de sus expectativas y de su fracaso, fue más que nada un ejercicio piadoso pero al mismo tiempo tremendamente frustrante y frustrado de recuperar la historia montonera, no para entenderla, evaluarla, discutirla y finalmente cuestionarla, sino para endiosarla, y finalmente para usarla de pretexto para demonizar al presente, enaltecer al pasado y en definitiva vaciar de sentido a los proyectos políticos posibles hoy.”

Por su parte Piscitelli opina:

“Las críticas a la película son muchas pero todas se resumen en un comentario que hiciera Gabriela Cerruti en Página/12 en 1995 en donde sostenía que Cazadores de Utopías toda una proeza, una película de más de dos horas sobre la historia de los montoneros que no nombraba una sola vez a Firmenich, a Galimberti, a Perdia o a Vaca Narvaja" y agrega "la película plantea pues un idealización del pasado y una relación no resuelta con el líder que se vehiculizan detrás de una música melancólica (a cargo de Litto Nebbia), presentación de los testimoniantes según los cargos en la organización militar, un tono intimista y una comparación permanente entre la vida en los 70, pura adrenalina, promesa, arrojo, propuesta, idealización y los trabajos de todos los días de esos superhéroes convertidos en engranajes de un sistema que no les reconoce ni su excepcionalidad ni su entrega...En la película hay un permanente empequeñecimiento del presente. Si originalmente el objetivo de la película era narrar para elaborar la derrota, termina convertida en una repetición y una justificación atrapada entre el duelo y la melancolía". Para Julio Bárbaro en la película “hay una mezcla perfecta de 50% de soberbia y 50% de imbecilidad”

Posteriormente dirigió Botín de guerra, un documental estrenado el 20 de abril de 2000 que tiene como temática la tarea de las Abuelas de Plaza de Mayo para buscar, encontrar y contener a los niños secuestrados-detenidos durante la dictadura militar argentina (1976-1983).
También fue productor en el filme documental Papá Iván dirigido por María Inés Roqué sobre su propio guion, que se estrenó el 29 de julio de 2004, que refleja la mirada de la directora  sobre su padre Juan Julio Roqué, que fuera uno de los miembros fundadores de la organización guerrillera Fuerzas Armadas Revolucionarias (FAR) y dirigente de la organización guerrillera Montoneros. Roqué, que fue asesinado por la dictadura militar en 1977, había sido responsable, entre otras acciones, del asesinato del Secretario General de la Confederación General del Trabajo José Ignacio Rucci ocurrido durante el gobierno constitucional encabezado por Raúl Alberto Lastiri,
Entre 2008 y 2009 dirigió Porotos de soja, una película documental producida por el ente estatal Instituto Nacional de Cine y Artes Audiovisuales (INCAA) que se estrenó el 21 de mayo de 2009, referida al conflicto entre los productores agropecuarios y el gobierno ocurrido en Argentina entre marzo y julio de 2008.

### Fallecimiento
Falleció el 16 de agosto de 2021 en una clínica porteña, cinco días después de haber sufrido un accidente cerebrovascular. Tenía sesenta y siete años.

## Filmografía
Productor
- Porotos de soja (2009)[6]
- Hacer patria (2006)
- La vereda de la sombra (2005)
- Germán (mediometraje) (2005)
- Cuando los santos vienen marchando (2004)
- Papá Iván (2004)
- (H) Historias cotidianas (2001)
- Botín de guerra (2000)
- Malvinas, historia de traiciones (1984)[7]

Director
- Porotos de soja (2009)
- Fragmentos rebelados (2009)
- Hacer patria (2006)
- Botín de guerra[8] (2000)
- Cazadores de utopías (1996)

Guionista
- Germán (mediometraje) (2005)
- Botín de guerra (2000)
- Ciudad oculta (corto documental) (1980)

Actor
- 24 horas (Algo está por explotar) (1997)

Asesoría general
- Rerum Novarum (2001)